# Scelio flavicornis
Scelio flavicornis är en stekelart som beskrevs av Alan Parkhurst Dodd 1913. Scelio flavicornis ingår i släktet Scelio och familjen Scelionidae. Inga underarter finns listade i Catalogue of Life.